# Margaritopsis albert-smithii
Margaritopsis albert-smithii är en måreväxtart som först beskrevs av Paul Carpenter Standley, och fick sitt nu gällande namn av Charlotte M. Taylor. Margaritopsis albert-smithii ingår i släktet Margaritopsis och familjen måreväxter.
Artens utbredningsområde är Peru. Inga underarter finns listade i Catalogue of Life.